# Three Corners Bekondo
Three Corners Bekondo est un village du Cameroun situé dans le département de la Meme et la Région du Sud-Ouest. Il fait partie de la commune de Mbonge.

## Population
Three Corners Bekondo a d'abord constitué un quartier de Big Bekondo, dont les habitants étaient principalement des Mbonge, du groupe Oroko.
Lors du recensement national de 2005, la localité seule comptait 4 165 habitants.